# Перес, Виктор Янг
Викто́р «Янг» Перес (фр. Victor Young Perez, настоящее имя — Виктор Юнки (фр. Victor Younki), 18 октября 1912, Хафсия, Тунис, Тунис — 22 января 1945, концлагерь Глейвиц) — тунисский боксёр-профессионал, выступавший в наилегчайшей (Flyweight) весовой категории. Являлся чемпионом мира по версии WBA.

## Биография
Родился в еврейском квартале города Тунис. С четырнадцати лет занимался в секции бокса местного общинного спортивного клуба «Маккаби». Чемпион мира по боксу 1931 года в суперлёгком весе. С 30-х годов жил в Париже. 21 сентября 1943 года был схвачен фашистами и, как иностранный подданный еврейского происхождения, перевезён сначала в пересылочный лагерь Дранси, оттуда в Освенцим. Убит 22 января 1945 года в концлагере Глейвиц.

## Упоминания в массовой культуре
В 2013 году про Переза режиссёром Жаком Уанишем был снят фильм  под названием «Жестокий ринг» (в главной роли — Брахим Аслум). В фильме отображена жизнь боксёра с начала его спортивной карьеры  до трагического финала  в качестве узника концлагеря.

## Результаты боёв
В таблице перечислены результаты всех поединков боксёров.
В каждой строке указан результат поединка. Дополнительно номер поединка обозначен цветом, который обозначает итог поединка. Расшифровка обозначений и цветов представлена в нижеследующей таблице.
| Пример | Расшифровка                     |
| ------ | ------------------------------- |
|        | Победа                          |
|        | Ничья                           |
|        | Поражение                       |
|        | Планируемый поединок            |
|        | Поединок признан несостоявшимся |
| КО     | Нокаут                          |
| ТКО    | Технический нокаут              |
| PTS    | Решение судей (по очкам)        |
| UD     | Единогласное решение судей      |
| MD     | Решение большинства судей       |
| SD     | Раздельное решение судей        |
| RTD    | Отказ от продолжения боя        |
| DQ     | Дисквалификация                 |
| NC     | Поединок признан несостоявшимся |

| Бой | Рекорд    | Дата            | Соперник            | Место боя | Результат  | Дополнение |
| --- | --------- | --------------- | ------------------- | --------- | ---------- | ---------- |
| 133 | 54-7-11   | 7 декабря 1938  | Фортунато Ортега    |           | KO 10(10)  |            |
| 132 | 35-15-4   | 11 ноября 1938  | Эрнст Вайс          |           | PTS 10(10) |            |
| 131 | 72-37-7   | 4 марта 1938    | Евгений Хуэт        |           | PTS 10(10) |            |
| 130 | 122-18-12 | 22 декабря 1937 | Панама Аль Браун    |           | KO 5 (10)  |            |
| 129 | 1-13-3    | 4 декабря 1937  | Ребенок Оберт       |           | KO 4(10)   |            |
| 128 | 50-35-18  | 13 ноября 1937  | Педро Руис          |           | NC 5(10)   |            |
| 127 | 722-14-19 | 28 октября 1937 | Бальтазар Sangchili |           | PTS 10(10) |            |